# The Pharmacogenomics Journal
The Pharmacogenomics Journal, abgekürzt Pharmacogenomics J., ist eine wissenschaftliche Zeitschrift, die von der Nature Publishing Group veröffentlicht wird. Die erste Ausgabe erschien 2001. Derzeit werden sechs Ausgaben im Jahr veröffentlicht. Die Zeitschrift publiziert Artikel aus den Bereichen der pharmakogenomischen Grundlagenforschung und der klinischen Anwendung.
Der Impact Factor lag im Jahr 2014 bei 4,229. Nach der Statistik des ISI Web of Knowledge wird das Journal mit diesem Impact Factor in der Kategorie Pharmakologie und Pharmazie an 37. Stelle von 254 Zeitschriften und in der Kategorie Genetik und Vererbung an 37. Stelle von 167 Zeitschriften geführt.
Chefherausgeber ist Julio Licinio, Australian National University, Canberra, Australien.